# 近田春夫&ハルヲフォンLIVE! 1975 - 77
『近田春夫&ハルヲフォンLIVE! 1975 - 77』（ちかだはるお と-ライヴ-）は、2006年（平成18年）6月25日に発売された近田春夫&ハルヲフォンの発掘アルバムである。未発表のライヴ音源を集めた作品。

## 概要・略歴
それまでハルヲフォンのライヴ音源はリリースされておらず、本作が初登場であった。『レインコート』と『愛なんて』には森園勝敏がゲスト参加している（小林克己が一時脱退中だったため）。『愛なんて』は、ハルヲフォンのオリジナルで未発表曲である。
トラック数は16であるが、トラック1,2,3,6,10&11に含まれている複数曲を全て数え上げれば計38曲にもなる（『シンデレラ』は2バージョンあるが1曲扱い）。

## 収録曲
カッコ内は、カヴァーの場合は原曲と発表年、オリジナルの場合は発表アルバムと発表年。
1. シンデレラ / 言えなかったんだ （クールス、1975年）
2. Come On, Let's Go （リッチー・ヴァレンス、1958年） / I'm The Leader Of The Gang （ゲイリー・グリッター、1973年）
3. 黄色い太陽 / シンデレラ （『COME ON, LET'S GO』、1976年）
4. レインコート （『COME ON, LET'S GO』、1976年）
5. 愛なんて （未発表曲）
6. ついておいで （シャープ・ホークス、1966年）  / でさのよツイスト （スリーファンキーズ、1960年）  / アカプルコのお転婆娘 （スリーファンキーズ、1962年）  / 悲しきメモリー （郷ひろみ、1977年）
7. 十年早いぜ （『ハルヲフォンレコード』、1977年）
8. 秘密のハイウェイ （『COME ON, LET'S GO』、1976年）
9. 週末 （『COME ON, LET'S GO』、1976年）
10. GSメドレー
  1. 君に会いたい （ザ・ジャガーズ、1967年）
  2. 忘れえぬ君 （ザ・テンプターズ、1967年）
  3. 好きさ好きさ好きさ （ザ・カーナビーツ、1967年）
  4. ブルー・シャトウ （ジャッキー吉川とブルーコメッツ、1967年）
  5. ガール・フレンド （オックス、1968年）
  6. 長い髪の少女 （ザ・ゴールデン・カップス、1968年）
  7. 朝まで待てない （ザ・モップス、1967年）
  8. 愛するアニタ （ザ・ワイルドワンズ、1968年）
  9. 君だけに愛を （ザ・タイガース、1968年）
  10. あの時君は若かった （ザ・スパイダース、1968年）
11. 日本のROCKメドレー
  1. 一触即発 （四人囃子、1974年）
  2. ファンキー・モンキー・ベイビー （キャロル、1973年）
  3. Double Dealing Woman （紫、1976年）
  4. 港のヨーコ・ヨコハマ・ヨコスカ （ダウン・タウン・ブギウギ・バンド、1975年）
  5. ネイビー・ブルー （Char、1976年）
  6. タイムマシンにおねがい （サディスティック・ミカ・バンド、1974年）
  7. 私は風 （カルメン・マキ&OZ、1975年）
  8. You Better Find Out （クリエイション、1975年）
  9. Satori Part2 （フラワー・トラベリン・バンド、1971年）
12. グローリアのうわさ （『ハルヲフォンレコード』、1977年）
13. プラスチック・ムーン （『電撃的東京』、1978年）
14. こんなに愛してるのに （『ハルヲフォンレコード』、1977年）
15. ブルドッグ （フォーリーブス、1977年）
16. ロキシーの夜 （シングル、1978年）

## 関連事項
- グループ・サウンズ
- 1975年の音楽 / 1976年の音楽 / 1977年の音楽
- 2006年の音楽
- ゲイリー・グリッター （en:Gary Glitter）

## 註
1. 1 2  本アルバム同梱のライナーの記述を参照。